# Sillewada
Sillewada é uma vila no distrito de Nagpur, no estado indiano de Maharashtra.

## Demografia
Segundo o censo de 2001, Sillewada tinha uma população de 8503 habitantes. Os indivíduos do sexo masculino constituem 53% da população e os do sexo feminino 47%. Sillewada tem uma taxa de literacia de 75%, superior à média nacional de 59.5%: a literacia no sexo masculino é de 80% e no sexo feminino é de 69%. Em Sillewada, 12% da população está abaixo dos 6 anos de idade.